# روبرت غرانت أيتكن
روبرت غرانت أيتكن (بالإنجليزية: Robert Grant Aitken )‏ (و. 1864 – 1951 م) هو عالم فلك من الولايات المتحدة الأمريكية . ولد في كاليفورنيا، وجاكسون، أمادور، كاليفورنيا .
توفي في بيركيلي، كاليفورنيا، عن عمر يناهز 87 عاماً.

## جوائز
حصل على جوائز منها:
- الميدالية الذهبية للجمعية الفلكية الملكية (1932)
- وسام بروس (1926).

## روابط خارجية
- روبرت غرانت أيتكن على موقع الموسوعة البريطانية (الإنجليزية)